# Північно-східний театр воєнних дій російсько-української війни
Північно-східний театр воєнних дій Російсько-української війни охоплює території Чернігівської, Сумської, Харківської,Полтавської та Курської областей.

## Сили сторін і командування
У лютому—березні ЗС РФ діяли на таких напрямках:
- Чернігів — 41-ша загальновійськова армія.[3][4]
- Східний удар на Київ через Сумську область — 2-га загальновійськова армія.[3][4]
- Харківська область та південь Сумської області в районі Охтирки — 1-ша танкова армія, 6-та загальновійськова армія на схід від Харкова.[3][4]

## Перебіг подій

### Перший удар

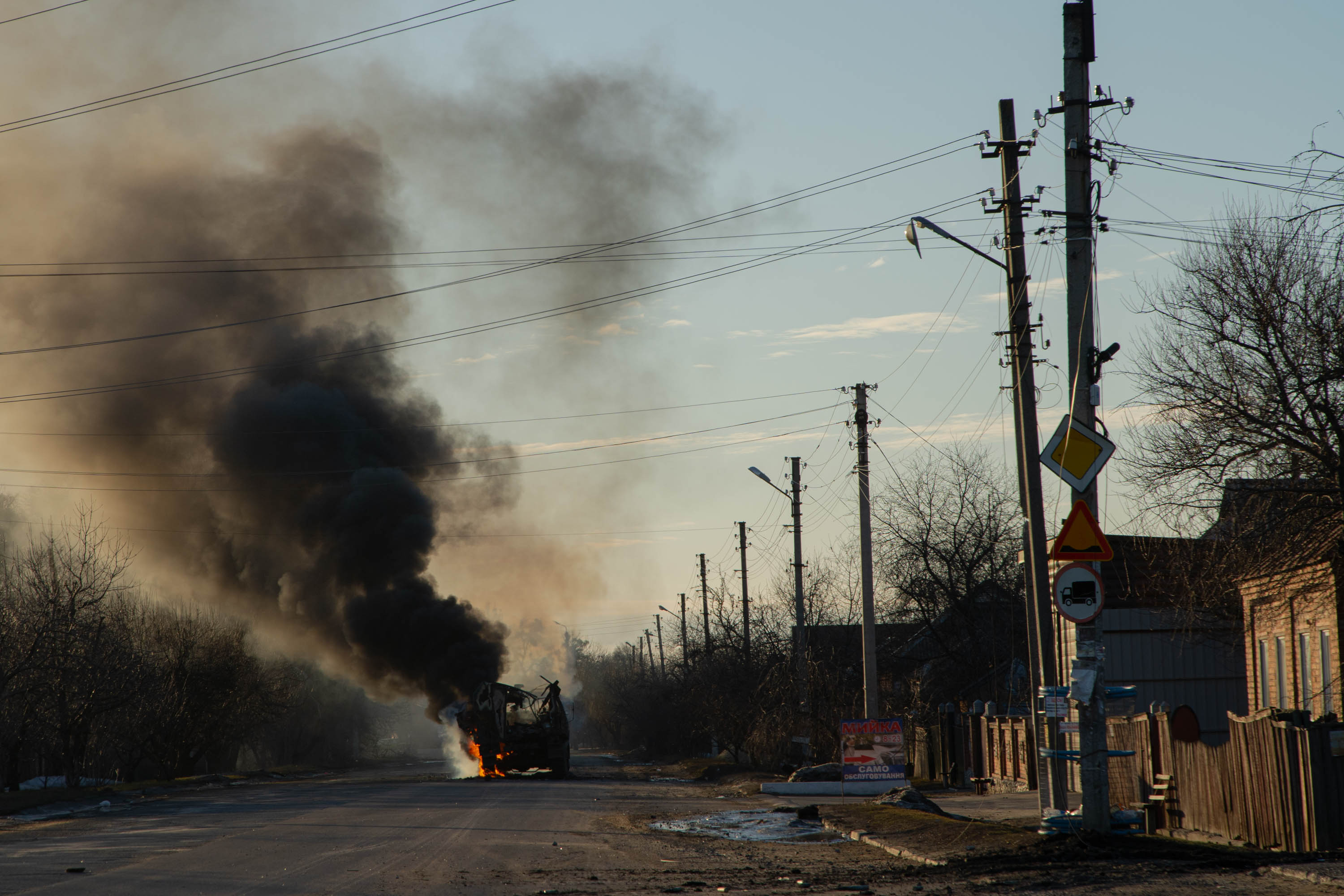
Горить автобус на дорозі між Харковом і Києвом, 24 лютого

Після того, як Путін оголосив про вторгнення в Україну, ЗС РФ перетнули російсько-український кордон. Російська ракета вразила авіабазу Чугуїв, на якій розміщувалися безпілотники Bayraktar TB2. В результаті атаки були пошкоджені місця зберігання палива та інфраструктура.
У Сумах біля 3-ї ранку почалися бої на околицях міста. На початку бойових дій російські війська увійшли до обласного центру (розташованого за 35 км від кордону з РФ), але ЗСУ та ТРО вступили в запеклі міські бої з російськими військами, що призвело до знищення понад 100 російських танків. Бої між українцями та росіянами тривали вдень і до вечора. Десятки російських військовослужбовців було захоплено в полон.
Поки точилися бої під Сумами, російські війська просувалися на захід по шосе від Сум, досягнувши Броварів, східного передмістя Києва, 4 березня. Чернігів перебував в облозі понад п'ять тижнів.
Близько 14:30 в Охтирці почалися бої за Охтирку. Українські війська чинили запеклий опір і росіяни відступили.
Бої за Охтирку мали особливе значення. Через стратегічне розташування Охтирки її захоплення було дуже важливим для російського командування. У разі захоплення Охтирки для російських військ відкривався прямий шлях на Полтаву і Миргород, через Гадяч на Київ, а також на південь в напрямку Харкова.
Через стратегічне значення цього напрямку, бої за місто Охтирку та прилеглими територіями Охтирського району є окремою сторінкою оборонних боїв у ході російського наступу на північний схід України. Бої між Збройними Силами Російської Федерації і Збройними силами України включали в себе бойові дії за контроль над стратегічними шляхами в глиб і на південь України.
25 лютого тривали бої за контроль над другим містом Сумської області — Конотопом, розташованим за 90 кілометрів від російського кордону. Російські війська, що наступали з північного сходу, оточили місто і взяли його в облогу.
1 квітня ЗС РФ після тривалих боїв захопили Ізюм. Під час бою було знищено 80 % житлових будинків міста.
2 квітня 2022 року вся Київська область, де розташовані Бровари, була оголошена Міноборони України вільною від загарбників після того, як російські війська залишили цей район.

### Втеча російських військових із Чернігівської і Сумської областей
4 квітня російські війська здебільшого вийшли із Сумської області. Того ж дня вони вийшли з Чернігівської області.

### Втеча російських військових з Харківської області
11 вересня внаслідок контрнаступу ЗСУ, російські війська були змушені покинути більшу частину Харківської області.